# Portugal en los Juegos Olímpicos de Atlanta 1996
Portugal estuvo representado en los Juegos Olímpicos de Atlanta 1996 por un total de 107 deportistas que compitieron en 18 deportes.  
La portadora de la bandera en la ceremonia de apertura fue la fondista Fernanda Ribeiro.

## Medallistas
El equipo olímpico portugués obtuvo las siguientes medallas:
| Nombre                  | Deporte   | Competición |
| ----------------------- | --------- | ----------- |
| Oro                     |           |             |
| Fernanda Ribeiro        | Atletismo | 10 000 m F  |
| Plata                   |           |             |
| —                       |           |             |
| Bronce                  |           |             |
| Hugo Rocha Nuno Barreto | Vela      | 470 M       |